# Сатрич
Сатрич (хорв. Satrić) — населений пункт у Хорватії, в Сплітсько-Далматинській жупанії у складі громади Хрваце.

## Населення
Населення за даними перепису 2011 року становило 456 осіб.
Динаміка чисельності населення поселення:

## Клімат
Середня річна температура становить 11,41 °C, середня максимальна – 25,33 °C, а середня мінімальна – -3,42 °C. Середня річна кількість опадів – 957 мм.
| Клімат поселення                              | Клімат поселення | Клімат поселення | Клімат поселення | Клімат поселення | Клімат поселення | Клімат поселення | Клімат поселення | Клімат поселення | Клімат поселення | Клімат поселення | Клімат поселення | Клімат поселення | Клімат поселення |
| Показник                                      | Січ.             | Лют.             | Бер.             | Квіт.            | Трав.            | Черв.            | Лип.             | Серп.            | Вер.             | Жовт.            | Лист.            | Груд.            |                  |
| Середній максимум, °C                         | 8,42             | 8,89             | 12,15            | 15,92            | 20,70            | 24,60            | 25,33            | 25,22            | 20,79            | 16,28            | 11,24            | 8,41             |                  |
| Середня температура, °C                       | 2,50             | 2,98             | 6,23             | 10,00            | 14,78            | 18,66            | 21,09            | 20,96            | 16,54            | 12,04            | 6,98             | 4,17             |                  |
| Середній мінімум, °C                          | −3,42            | −2,94            | 0,33             | 4,09             | 8,85             | 12,76            | 16,83            | 16,73            | 12,29            | 7,78             | 2,75             | −0,08            |                  |
| Норма опадів, мм                              | 76               | 68               | 74               | 82               | 69               | 70               | 47               | 59               | 86               | 104              | 121              | 101              |                  |
| Середньомісячна швидкість вітру, м/с          | 2.27             | 2.57             | 2.72             | 2.61             | 2.35             | 2.07             | 2.06             | 1.94             | 2.13             | 2.22             | 2.56             | 2.59             |                  |
| Середньомісячна сонячна радіація, кДж/м²·день | 5400             | 8124             | 11735            | 16071            | 19750            | 22221            | 24012            | 21091            | 15744            | 10304            | 5845             | 4581             |                  |
| --------------------------------------------- | ---------------- | ---------------- | ---------------- | ---------------- | ---------------- | ---------------- | ---------------- | ---------------- | ---------------- | ---------------- | ---------------- | ---------------- | ---------------- |
| Джерело:                                      |                  |                  |                  |                  |                  |                  |                  |                  |                  |                  |                  |                  |                  |